# الإسكندرية (نيقية)
الإسكندرية (نيقية) أو (نيكايا) ( (بالإغريقية: Νίκαια)  كانت مدينة في ما يعرف الآن بالبنجاب، وهي إحدى المدينتين اللتين أسسهما الإسكندر الأكبر على جانبي نهر جيلوم. أما المدينة الثانية فهي الإسكندرية (بوسفيليا). وفقًا للمؤرخ سترابو بنى الإسكندر الأسطول الذي قاده نيارخوس لاحقًا في نيقية أو بوسفيليا، والذي يبدو أنه كان على الضفة المقابلة حيث يوجد في البلد المجاور المباشر وفرة من الأخشاب المناسبة للبناء.
بعد معركة هيداسبس بنى الإسكندر مدينتين، أطلق على أحد مواقع المعركة اسم الإسكندرية نيقية وتعني النصر. موقع تلك المدينة لا يزال غير محدد، وقد باءت كل محاولات العثورعلى موقع المعركة القديم بالفشل، لأن تضاريس المنطقة تغيرت بشكل كبير.